# Le Cailar
Le Cailar är en kommun i departementet Gard i regionen Occitanien i södra Frankrike. Kommunen ligger i kantonen Rhôny-Vidourle som tillhör arrondissementet Nîmes. År 2022 hade Le Cailar 2 566 invånare.

## Befolkningsutveckling
Antalet invånare i kommunen Le Cailar
Referens:INSEE